# Valožyn
Valožyn (in bielorusso Вало́жын?; in russo Воло́жин?; in lituano Valažinas; in polacco Wołożyn; in yiddish וואָלאָזשין‎?, Volozhin e talvolta Wolozin o Wolozhi) è un comune della Bielorussia, situato nella regione di Minsk.